# مقبرة خزيمة
مقبرة خزيمة أشهر مقابر المسلمين في اليمن حتى أصبح ذكر اسم خزيمة عند اليمنيين هو مرادف الموت والمقابر، تقع وسط العاصمة صنعاء (في جنوب غرب صنعاء القديمة).

## حكايات عن بداية المقبرة وسبب تسميتها
رغم الروايات المختلفة عن سبب تسميتها إلا أن هناك شبه إجماع فيها أن السبب بالتسمية هو فتاة اسمها خزيمة.

### الرواية الأولى
وهي الأشهر في صنعاء ، يقال أن سبب تسمية مقبرة خزيمة بهذا الاسم يرجع إلى الفتاة خزيمة والتي تربت في بيت أحد أعيان صنعاء بعد أن توفيت والدتها وتركها والدها اليهودي والذي كان يعمل تاجرا للذهب في صنعاء عند تلك الأسرة اليمنية والتي بدورها ربت خزيمة على الإسلام واعتنقت خزيمة الصغيرة الإسلام دون علم والدها الذي قرر السفر لإحدى البلدان الأوروبية وقرر أخذ ابنته خزيمة معه وفعلا أخذها إلى تلك الدولة الأوروبية وحزنت الأسرة التي ربتها في صنعاء بسبب مفارقة الفتاة لهم، ولم يكن يعلم الناس في صنعاء القديمة بقصة خزيمة وبعد فترة من الدهر وذات ليلة رأى الرجل الذي قام بتربية خزيمة في منامه أن الفتاة خزيمة تقول له بأن يذهب إلى مكان ما في صنعاء (كانت تصفه له بالتفصيل)، وأن عليه أن يحفر في تلك البقعة التي تحددها ليجد (أمانة) مرسلة له، لكن ذلك الرجل اعتبر الرؤيا أضغاث أحلام تواردت لذهنه من شدة حبه واشتياقه للفتاة، إلاّ أن الرؤيا نفسها تكررت بنفس التفاصيل في الليلة الثانية، مما حدا به إلى أن يقص الأمر على بعض أصحابه، فنصحوه أن يمسي ليلته القادمة في الجامع كونه مكاناً لا تدخله الشياطين، حتى إذا تكررت الرؤيا تكون حقاً، وإلاّ فلا شيء سيحدث ففعل الرجل بما نصحوه، وما إن أذن الفجر حتى كان يقف على باب الجامع ليخبر أصحابه بأن نفس الرؤيا تكررت، وبعد صلاة الفجر قصد الجميع المكان الذي طلبت منه خزيمة في المنام أن يحفر فيه، فوجدوا كل تفاصيل الوصف هناك، ونفس العلامات التي كان يراها في منامه، فحفروا قليلاً فإذا بالصندوق الذي قالت عنه خزيمة موجود فعلا في المكان الذي وصفته خزيمة في منام ذلك الرجل، فأخرجوا الصندوق وإذا فيه ذهب وأموال وورقة وإذا بالورقة التي وضعتها في الصندوق مكتوب فيها وصية توصي بها (خزيمة) بجميع أموالها والأراضي التي خلفها أبوها في صنعاء وقفاً للفقراء والمساكين في اليمن.
- أما العلماء آنذاك فقد فسروا تلك المعجزة بأنها كرامة من رب العالمين أراد بها إشهار إسلام البنت (خزيمة) وتكريمها بعد مماتها، فأخذت خزيمة شهرتها بين الناس بأنها "المسلمة الصالحة"، فقرر الرجل أن يشتري تلك الأرض ويوقفها لله تعالى وصار الكثير من أهالي صنعاء يدفنون موتاهم بجوار الصندوق الذي عثر عليه تبركا بذلك المكان.. العهدة في ذلك على الرواة الذي تحدثوا بذلك.
وهناك من يقول أنها كانت باليمن مع والدها وأسلمت بعد وفاة والدها وأوصت بالوصية أعلاه قبل وفاتها.

### الرواية الثانية
يروى أن خزيمة بنت تركية لتاجر بهارات من الأسر التركية التي استوطنت اليمن، كانت «خزيمة» تحب صنعاء، عاشت منذ صغرها حتى أزهى فترات المراهقة مع أبيها.
كانت «خزيمة» تلتقي مع صديقاتها من الفتيات في عصر كل يوم بصنعاء، يقضين وقتهن بصورة بهجة، وكانت خزيمة منسجمة تماما مع أهل صنعاء وحفظت القران مع إحدى أسر صنعاء (حيث أن هناك رواية أن أباها كان مسيحيا).
وحينما تقدم والد خزيمة بالسن كثيراً، قرر مغادرة اليمن؛ كونه لا يمكن أن يترك ابنته وحيدة في صنعاء إذا ما داهمه الموت فجأة. غادر الرجل من صنعاء عائداً إلى تركيا، وغادرت معه خزيمة وهي حزينة لفراق المدينة التي نشأت فيها واحتضنت كل ذكرياتها.
بعد ذلك، كانت تشير الروايات والحكاوي القديمة أيضاً إلى أن أخبار التاجر التركي وابنته اختفت بعد سفرهما لسنوات طويلة.
هنا تقول الحكاية: أن شيخاً عُرف عنه الصدق رأى في المنام خزيمة وتكون الرواية للرؤيا كما في الرواية الأولى.
وهناك من يقول أنها عادت إلى اليمن بعد وفاة أبيها بكل أموال أبيها واستقرت هناك وأوصت قبل موتها بما ذكر أعلاه.

## عن خزيمة
مقبرة خزيمة كانت تعرف قديما في بداياتها بباب خزيمة أحد الأبواب لصنعاء القديمة، فكانت المقبرة خاصة بأهل صنعاء، فقديما كانت تضم ما يعرف حاليا بريد التحرير والبنك المركزي ومكتب رئاسة الجمهورية، وشارع الدفاع, ونادي الظرافي، ونادي الضباط وشارع الأدوية وفندق سبأ ومدرسة عبد الناصر، كان الباب منصوبا بجوار باب السباح، وكان أهل صنعاء يفضلون ذلك المكان لسعته.
مرت مقبرة خزيمة بمراحل متعددة ففي عهد الإمام يحيى حميد الدين وبالتحديد عندما شق أول طريق يمتد من باب اليمن إلى الحديدة قام بشق المقبرة وقسمها قسمين أو نصفين فتذمر أهل صنعاء من هذا التصرف، فكانوا ينشدون في الشوارع (بالله عليك ياخارج الصافية قل للميتين نقلة العافية) وازداد احتجاج الناس وحنقهم فوصلت تلك الاحتجاجات إلى الإمام فرد وقال إذا كان هذا الخط منفعة للناس فلا مانع من الاستمرار بالعمل فيه ومن دخول الخط بالذات إذا كان من دار الوصول وهو ما يعرف حالياً (القصر الجمهوري) وإذا لم يكن له أي منفعة فيمنع مواصلة العمل فيه، وشكلت لجنة من علماء وخبراء وأقروا أن يشقوا جزءا بسيطا حتى ينفذ الشارع الجديد وفعلا تم قسم المقبرة قسمين من قبل الإمام.
خلال ثورة 26 سبتمبر كانت تقبر فيها من الثوار والملكيين الذين كانوا يتقاتلون باستمرار حتى قيل في المثل الدارج (من أين بتجوا بهم اين تجوا بهم) تهكما بكثرة أعداد القتلى في الحرب التي دارت أثناء ثورة سبتمبر.
بعد الثورة انقسمت المقبرة 4 أجزاء وبجوار المقبرة حاليا مقبرة خاصة بضباط وأفراد الجيش المصري الذي شارك في الحرب ضد الملكيين.
لم يتبق بعد إعلان الوحدة اليمنية من ارض المقبرة إلا الجزء الشرقي الجنوبي هو ربع المقبرة، وفي عام 1998 قامت الدولة بإنشاء جسر الصداقة واضطرت إلى أن تقوم بإنقاص جزء كبير من أرض المقبرة وقررت أن تنبش بعض المقابر وتنقلهم إلى الأرض الحالية واخذت فتوى من بعض العلماء وعلى الرغم من احتجاجات الناس وحزنهم إلا أن الدولة نقلت الجثامين بحضور أقارب المتوفين وفي هذه الفترة انقسمت المقبرة حتى انحسرت إلى موقعها الحالي.

## قيل عن خزيمة
في خزيمة قبور لنخب وعلماء وملوك ورؤساء وساسة وأدباء وشعراء وفنانين وأطباء وجنود وقادة وبسطاء وأعداء وضحايا حروب وأزمات وما تخيلت من مكونات أي مجتمع فيها الشيء وعكسه كلهم ضمتهم خزيمة ودفنوا تحت ترابها.
يقول الشاعر عبد الكريم الرازحي في قصيدته خزيمة:
هذي «خُزيْمةُ قلب المدينة»
كل الشوارع تبدأ منها وكل الدروب تقودُ إلى بابها
إنها بيتنا، قبلةُ الأدباء، وحاضنة المبدعين
تستضيفُ الأحبة كل صباحٍ
وتفتح أبوابها للعزاء
هذي «خُزيْمةُ سقفُ المدينة»
من فوق «جسر الصداقة من شرفات البنوك الفنادق»
من كل بيتٍ تطلُ علينا
ومثل الثريا نراها المساءَ معلقة فوقنا
يا موطن الأنبياء ويا وطن الأنقياء
كوني لنا عاصماً «خُزيْمةُ»
في زمانِ الوباء
سلماً من تراب وطين
فإن الحنين إليكِ
حنين إلى الله والطيبين من الأصدقاء..
ويقول الشاعر عبدالله البردوني في ديوان: ترجمة رملية لأعراس الغبار.
كُليمة.. لمقبرة خزيمة
في فمي مِن آخر القلب كُليمة
كيف أحكيها لقلبي، يا خُزيمة؟
انظري: كيف استحالت غضّةً
بين صدري، وفمي، تلك النغيمه؟
هل تقولين لقلبي عن فمي:
(إننا كنا كندماني جذيمه)؟
هذه البوحة أعيَت أحرفي
ولساني، وهي في حجم اللُّقيمه
ظَلَّ يُثنيها اختناقي بالبكا
مثلما يجترف الطوفان خَيمه
* * *
كيف أحكيها؟ تعاصت، جذَّرت
غابة في القلب، في الأجفان غَيمه
أصبحت أُمّاً لأجيال الأسى
في عظامي، بعدما كانت “أُميمه”
كَبُرت صارت “زبيداً” “شبوةٌ”
أضحت “الحيمة” فيها ألف حيمه
* * *
لفظةٌ كالوردة امتدت لظىً
داخلي زوبعةٌ، كانت نُسيمه
كوكبت كل الأسامي والكُنى
“مسعداً” “أروى” “أبا ريّا” “نُعيمه”
إنها أطول مِن صوتي، وفي
أضلعي أعرَقُ مِن أدواح (ريمه)
فالمحيها في سكوتي، ربما
أوجَزَتْ غَور الدجى عينا نُجيمه
مايو 1981م